# Elezioni parlamentari in Angola del 2012
Le elezioni parlamentari in Angola del 2012 si tennero il 31 agosto per il rinnovo dell'Assemblea nazionale.

## Risultati
| Liste                                                  | Voti      | %     | Seggi |
| ------------------------------------------------------ | --------- | ----- | ----- |
| Movimento Popolare di Liberazione dell'Angola          | 4 135 503 | 71,85 | 175   |
| Unione Nazionale per l'Indipendenza Totale dell'Angola | 1 074 565 | 18,67 | 32    |
| Convergenza Ampia di Salvezza dell'Angola              | 345 589   | 6,00  | 8     |
| Partito del Rinnovamento Sociale                       | 98 233    | 1,71  | 3     |
| Fronte Nazionale di Liberazione dell'Angola            | 65 163    | 1,13  | 2     |
| Nova Democracia União Eleitoral                        | 13 337    | 0,23  | –     |
| Partido Popular para o Desenvolvimento                 | 8 710     | 0,15  | –     |
| Frente Unida para a Mudança de Angola                  | 8 260     | 0,14  | –     |
| Conselho Político da Oposição                          | 6 644     | 0,12  | –     |
| Totale                                                 | 5 756 004 | 100   | 220   |